# Danny Kirwan
Daniel David Kirwan (Brixton (Londen), 13 mei 1950 - Londen, 8 juni 2018) was een Brits musicus die bekend werd als gitarist, zanger en songwriter in de blues- en rockband Fleetwood Mac.
- Bibliothèque nationale de France: cb138007106 (data)
- Gemeinsame Normdatei: 134870131
- International Standard Name Identifier: 0000 0000 5513 3821
- Library of Congress Control Number: no98025977
- MusicBrainz: 2dd16885-93df-4893-85ad-18dca165be6b
- Nationale Bibliotheek van Israël: 987007342090905171
- Virtual International Authority File: 14956845
- WorldCat: E39PBJpjgCF9C3gC7BBy8BYdcP